# Ромео и Джульетта (Берлиоз)
«Ромео и Джульетта» — симфоническая драма, крупномасштабная вокальная симфония французского композитора Гектора Берлиоза, впервые исполненная 24 ноября 1839 года. Либретто было написано Эмилем Дешаном, а законченной работе были присвоены каталожные номера Op. 17 и H. 79. Основана на пьесе У. Шекспира «Ромео и Джульетта»; считается одним из лучших произведений Берлиоза и является одним из самых оригинальных по форме произведений программной музыки.

## История создания
«Драматическая симфония с хором, вокальными соло и прологом в хоровом речитативе, написанная по мотивам трагедии Шекспира» — так звучит полное название, данное произведению Берлиозом. Автограф на партитуре гласит: «эта симфония, начатая 24 января 1839 года, была закончена 8 сентября того же года и впервые исполнена в консерватории под руководством композитора 24 ноября».
Однако история создания началась значительно раньше — в 1827 году, когда в театре «Одеон» в Париже Берлиоз увидел спектакль «Ромео и Джульетта» (в версии Дэвида Гаррика). Роль Джульетты исполнялась ирландской актрисой Гарриет Смитсон.
В мемуарах Берлиоз описывает будоражащее действие драмы: «…погрузиться в огненное солнце и прохладные ночи Италии, созерцать драму этой страсти, стремительной, как мысль, пылающей, как лава, сияющей чистотой, как взгляд ангела, властной, неотразимой, видеть бушующие вендетты, отчаянные поцелуи, безумную борьбу любви и смерти — это больше, чем я мог вынести … Могу добавить, что в то время я не знал ни слова по-английски … Но сила игры, особенно Джульетты, быстрый поток сцен, мимика, голос и жесты сказали мне больше и дали мне гораздо более глубокое понимание идей и страстей оригинала, чем слова моего бледного и искаженного перевода…»….
Есть множество свидетельств того, что Берлиоз постепенно разрабатывал план «Ромео и Джульетты» во время своего пребывания в Италии (1830—1832). Ещё в феврале 1831 года после просмотра во Флоренции оперы Беллини «I Capuleti e i Montecchi», он мельком рассказывал о том, как будет сочинять музыку для истории «Ромео и Джульетты». В ней, по его словам, будет бой на мечах, концерт любви, пикантное шутовство Меркуцио, ужасная катастрофа и торжественная клятва двух соперничающих семей.
Непосредственное создание произведения стало возможным благодаря щедрому дару Никколо Паганини в 20 000 франков в декабре 1838 года. Услышав исполнение «Гарольда в Италии» в Парижской консерватории 16 декабря 1838 года, великий виртуоз публично преклонил колени перед Берлиозом и приветствовал его как наследника Бетховена, а через два дня, 18 декабря, прислал ему чек на значительную сумму. Благодаря этому дару Берлиоз вернул долги, а оставшиеся деньги использовал, чтобы сосредоточиться на «действительно важной работе». 8 сентября 1839 года он объявил работу законченной.
С этого времени и до первого исполнения произведения он был занят непосредственной подготовкой к премьере: были скопированы партии, литографированы партии хора, начались репетиции. Бас-баритон Ализар и задействованный в Прологе хор — все из Парижской оперы — репетировали, когда не были заняты в выступлениях. Берлиоз работал с оркестром по новой системе, разработанной им самим: он работал отдельно с каждой из групп оркестра, а затем провёл две общие репетиции, чтобы отточить детали.
Премьера состоялась после двухмесячных репетиций с огромным оркестром (160 человек), хором (98 человек) и солистами театра Grand Opéra 24 ноября 1839 года под руководством автора. Впоследствии композитор внёс несколько исправлений в соответствии с рекомендациями советников и друзей, и полная партитура была опубликована в 1847 году. Однако во второе издание партитуры в 1858 году Берлиоз внёс ещё некоторые дополнения и изменения. Это было его последнее слово в музыкальном тексте.
Во многих отношениях «Ромео и Джульетта» является наиболее автобиографической из работ Берлиоза. Одна её часть стала для него наиболее любимой: «Если вы сейчас [1858 г.] спросите меня, какую из моих пьес я предпочитаю, мой ответ будет таким: я разделяю мнение большинства художников: я предпочитаю Адажио (сцена любви) из „Ромео и Джульетты“».

## Влияние
Влияние Бетховена на Берлиоза в этой работе очевидно. Из пасторальной симфонии Берлиоз научился понятию программной музыки и смог оценить, насколько музыка может быть описательной, а также воспринял гибкость Бетховена в отношении количества частей. Из девятой симфонии Берлиоз заимствует идею объединения голосов хора и сольных партий, что является очень эффектным средством в конце произведения.
С другой стороны, «Ромео и Джульетта» оказала значительное влияние на Рихарда Вагнера. Когда Вагнер впервые услышал это произведение в 1839 году, он сказал, что он почувствовал себя школьником рядом с Берлиозом. Благодаря «Ромео и Джульетте» он увлёкся идеалами драматической музыки, что нашло своё отражение в опере «Тристан и Изольда». От Берлиоза Вагнер перенял гибкости мелодии и, возможно, научился у него использовать всю мощь оркестра. Очень близки первые такты прелюдии к опере и пролог второй части «Ромео и Джульетты». Более того, в 1860 году он послал Берлиозу опубликованную полную партитуру «Тристана и Изольды» с надписью:
Au grand et cher auteur de

Roméo et Juliette

L’auteur reconnaissant de

Tristan et Isolde.
(Великому и дорогому автору

«Ромео и Джульетты»

от благодарного автора

«Тристана и Изольды».)

## Инструментарий
- пикколо, 2 флейты, 2 гобоя (один английский рожок), 2 кларнета, 4 фагота
- 4 валторны, 2 корнета, 2 трубы, 3 тромбона, тубу
- 2 пары литавр, 2 бубна, 2 треугольника, бас-барабан, тарелки, кроталы (cymbales antique)
- 2 арфы и струнная секция (не менее 63 человек)[6]

## Структура
Часть 1
1. Введение. Уличные схватки. Смятение. Появление герцога
Вмешательство герцога.
Пролог — строфы — скерцетто
Часть 2
2. Ромео один. — Печаль.
Отдаленные звуки от концерта и бала.
Большой праздник у Капулетти.
Часть 3
3. Сцена любви. Ясная ночь.
Сад Капулетти, молчаливый и пустынный.
Возвращаясь с праздника, проходят молодые Капулетти, напевая отрывки музыки бала
Часть 4
4. Царица Маб, или фея снов.
5. Траурный кортеж Джульетты.
6. Ромео в гробнице Капулетти.
7. Финал.